# Дуравкін Володимир Павлович
Володимир Павлович Дуравкін (нар. 1 січня 1942 — 16 квітня 2003, місто Харків) — радянський партійний діяч, секретар Харківського обласного комітету КПУ, 1-й секретар Харківського обласного комітету ЛКСМУ. Член ЦК ВЛКСМ у 1974—1978 роках. Кандидат економічних наук (1979).

## Життєпис
Освіта вища. Закінчив Харківський політехнічний інститут імені Леніна.
Член КПРС.
У 1965—1969 роках — секретар комітету ЛКСМУ Харківського політехнічного інституту імені Леніна.
Потім — на відповідальній комсомольській роботі в Харкові.
У 1973—1976 роках — 1-й секретар Харківського обласного комітету ЛКСМУ.
У 1979 році захистив кандидатську дисертацію «Економічні передумови прискорення реалізації науково-технічних досягнень».
Потім — 1-й секретар Дзержинського районного комітету КПУ міста Харкова.
До квітня 1986 року — завідувач відділу науки та навчальних закладів Харківського обласного комітету КПУ.
5 квітня 1986 — 5 січня 1990 року — секретар Харківського обласного комітету КПУ з ідеології.
З 1990 року — доцент Харківського державного економічного університету.
Помер 16 квітня 2003 року в місті Харкові.

## Нагороди
- ордени
- медалі